# Hedwig Rosenbaum
Hedwig Rosenbaum (n. 3 iulie 1864, Praga, Imperiul Austriac – d. 31 iulie 1939, Praga, Protectoratul Boemiei și Moraviei) a fost o jucătoare de tenis ce a reprezentat Boemia, medaliată olimpică. A participat la o ediție a Jocurilor Olimpice (1900) în care a câștigat două medalii de bronz.